# Trpín (Slowakei)
Trpín (ungarisch Terpény – bis 1892 Trpin) ist eine Gemeinde in der Mitte der Slowakei mit 106 Einwohnern (Stand 31. Dezember 2024), die im Okres Krupina, einem Kreis des Banskobystrický kraj, liegt.

## Geographie
Die Gemeinde befindet sich in der Hochebene Krupinská planina, im Tal des Baches Trpinec im Einzugsgebiet der Krupinica. Das Ortszentrum liegt auf einer Höhe von 397 m n.m. und ist 12 Kilometer von Krupina entfernt (Straßenentfernung).
Nachbargemeinden sind Zemiansky Vrbovok im Norden, Litava im Osten, Cerovo und Čabradský Vrbovok im Süden, Horný Badín im Südwesten und Kozí Vrbovok im Westen. 

## Geschichte
Trpín wurde zum ersten Mal 1135 als Terpen schriftlich erwähnt und war anfangs Teil der Herrschaft der Burg Hont und wurde 1262 zum Gut des Klosters in Bzovík, das bis 1848 Besitzer des Ortes war. 1715 gab es 19 Haushalte, 1720 nur noch 13, 1828 zählte man 32 Häuser und 196 Einwohner, die als Landwirte beschäftigt waren.
Bis 1918 gehörte der im Komitat Hont liegende Ort zum Königreich Ungarn und kam danach zur Tschechoslowakei beziehungsweise heute Slowakei. 

## Bevölkerung
| Jahr                | 1994 | 2004     | 2014 | 2024     |
| ------------------- | ---- | -------- | ---- | -------- |
| Anzahl der Personen | 137  | 118      | 118  | 106      |
| Unterschied         |      | −13,86 % | +0 % | −10,16 % |

| Jahr                | 2023 | 2024    |
| ------------------- | ---- | ------- |
| Anzahl der Personen | 113  | 106     |
| Unterschied         |      | −6,19 % |

Nach der Volkszählung 2011 wohnten in Trpín 110 Einwohner, alle davon Slowaken.
99 Einwohner bekannten sich zur Römisch-katholischen Kirche sowie jeweils ein Einwohner zur Evangelischen Kirche A. B. und zur reformierten Kirche. Zwei Einwohner waren konfessionslos und bei drei Einwohnern wurde die Konfession nicht ermittelt.

## Bauwerke und Denkmäler
- Kapelle Jungfrau Maria aus dem Jahr 1889[6]